# All the Boys Love Mandy Lane
All the Boys love Mandy Lane ist ein amerikanischer Teenie-Horrorfilm aus dem Jahr 2006. Der Slasherfilm von Jonathan Levine wurde 2006 gedreht und kam am 26. Juni 2008 in die deutschen Kinos.

## Handlung
Eine Gruppe High-School-Jungs ist in ein einziges Mädchen verliebt – Mandy Lane. Jeder von ihnen versucht, ihr Herz zu erobern, aber die Einzelgängerin lässt jeden abblitzen. Nur mit dem Außenseiter Emmet versteht sie sich gut. Auf einer Party überredet Emmet seinen Mitschüler Dylan, vom Dach eines Hauses in den Pool zu springen, um damit Mandy zu beeindrucken. Dylan prallt dabei aber mit dem Kopf auf den Beckenrand und stirbt. Daraufhin wendet sich Mandy scheinbar von Emmet ab.
Neun Monate später begibt sich die aus den Jungs Red, Bird und Jake und den Mädchen Chloe, Marlin und Mandy bestehende Clique auf eine Tour zu einer entlegenen Farm, die sich im Besitz von Reds Eltern befindet und von dem ehemaligen US Marine Garth verwaltet wird. Während die Gruppe dort feiert, werden nacheinander Marlin, Jake, Bird und Red von einem Unbekannten getötet, Garth wird schwer verwundet.
Chloe versucht, von der Farm zu fliehen, wird dabei aber von dem Unbekannten im Auto verfolgt. Mandy kommt ihr scheinbar zur Hilfe, ersticht sie dann aber: Sie steckte mit dem Mörder, der sich als Emmet entpuppt, unter einer Decke. Zusammen haben sie die Mitglieder der Gruppe getötet und wollen nun zusammen Selbstmord begehen.
Mandy entscheidet sich aber gegen den Selbstmord und verärgert damit Emmet, der nun Mandy zu töten versucht. Der verwundete Garth kommt Mandy zu Hilfe, kann Emmet aber nur verwunden, der seinerseits Garth niedersticht und sich auf die Jagd nach Mandy macht. Emmet holt Mandy ein, aber Mandy kann sich wehren und tötet Emmet. Mandy und Garth verlassen daraufhin die Farm, während Garth sich bei Mandy dafür bedankt, dass sie ihn gerettet hat.

## Kritiken
Renée Wieder schreibt in der Zeitschrift TV Digital vom 13. Juni 2008, die junge Texanerin Amber Heard strahle als jungfräuliches Superbabe, der Zuschauer aber müsse bis zum überraschenden Ende viele Klischees ertragen.